# Dalbergia pinnata
Dalbergia pinnata är en ärtväxtart som först beskrevs av João de Loureiro, och fick sitt nu gällande namn av David Prain. Dalbergia pinnata ingår i släktet Dalbergia, och familjen ärtväxter.

## Underarter
Arten delas in i följande underarter:
- D. p. acaciifolia
- D. p. pinnata